# Ardeinae
Ardeinae es una subfamilia de aves pelecaniformes perteneciente a la familia Ardeidae. En ella se engloba a las garzas típicas que pueblan los ríos y humedales de todo el planeta salvo sus regiones más frías.

## Clasificación
Ardeinae se divide en tres tribus, en las que sus diez géneros se distribuyen de la siguiente forma:
- Tribu Ardeini:
  - Género Ardea;
  - Género Bubulcus;
  - Género Butorides;
  - Género Ardeola;
- Tribu Egrettini:
  - Género Egretta;
  - Género Syrigma;
  - Género Pilherodius;
  - Género Nyctanassa;
- Tribu Nycticoracini:
  - Género Nycticorax;
  - Género Gorsachius.